# Marco Altberg
Marco Altberg (Rio de Janeiro, 1953) é roteirista e diretor de cinema brasileiro. Começou a trabalhar no cinema aos 16 anos. Foi montador, roteirista, continuísta, diretor de produção e produtor executivo em vários filmes antes de realizar seus primeiros, nos anos 1980. Dirigiu, a partir de romance de Helena Jobim, A Fonte dos Desejos, em 1986. A partir de 1994 passou a se dedicar a projetos para TV.
Em 2007 voltou à produção e direção de cinema.
É diretor do programa O Gabinete do Dr. Arnaldo, apresentado e concebido por Arnaldo Bloch que vai ao ar no Canal Brasil[carece de fontes?].